# U-278
O Unterseeboot 278 foi um submarino alemão do Tipo VIIC, pertencente a Kriegsmarine que atuou durante a Segunda Guerra Mundial. Foram construidos 568 submarinos da mesma classe entre os anos de 1938 e 1944.
Em 245 dias de operação de guerra o U-278 afundou um navio mercante e um contra-torpedeiro totalizando 8 987 toneladas de arqueação bruta.  Entre os navios torpedeados e afundados estava o navio norte-americano da Classe Liberty  SS Penelope Barker, que ao afundar levou consigo 16 tripulantes 
Em 9 de maio de 1945 o U-278 se rendeu as forças Aliadas em Narvik (Noruega). Foi transferido em 19 de maio para o Loch Eriboll (Escócia) aonde permaneceu até seguir para o porto de Lisahally na Irlanda do Norte. Na Operação Deadlight o submarino foi afundado com outros 115 U-boots.  

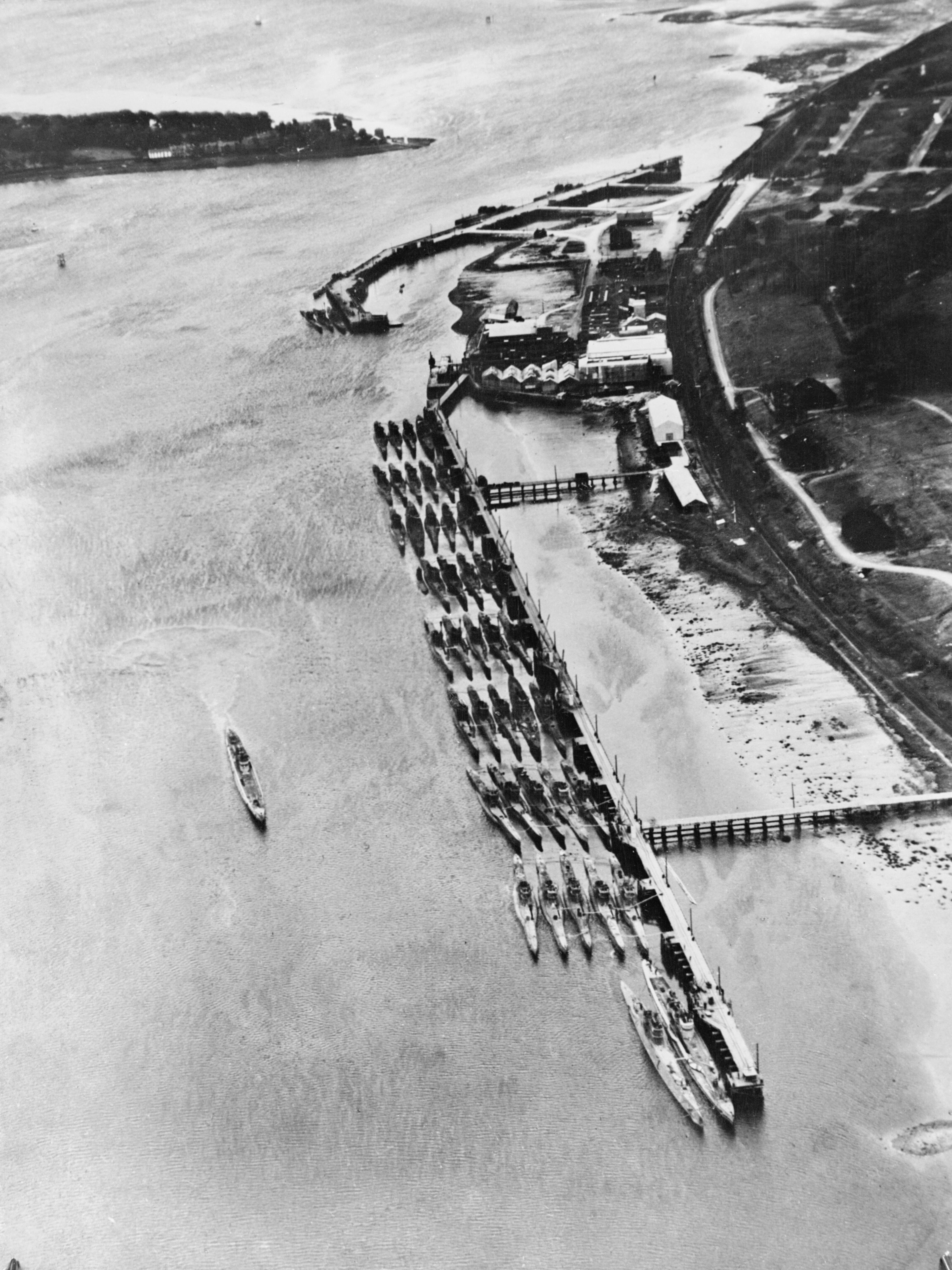
52 U-Boots atracados em Lisahally, Irlanda do Norte, no aguardo da Operação Deadlight.

## Comandantes
O comandante Franze Joachim (1918-1984) foi o único comandante do navio. Pelo seu desempenho a frente do foi condecorado com a Cruz Germânica em ouro (6 de fevereiro de 1945), tinha sido reconheciso anteriormente com a Cruz de Ferro de 1ª classe e Cruz de Ferro de 2ª classe .
| Comandante           | Data                                      |
| -------------------- | ----------------------------------------- |
| Oblt. Franze Joachim | 16 de janeiro de 1943 - 8 de maio de 1945 |

## Operações
O submarino em sua carreira, participou de sete patrulhas.
 O seu principal feito feito o afundamento em 30 de janeiro de 1944, do contra-torpedeiro da Marinha Real Britânica HMS Hardy (R-08).

### Subordinação

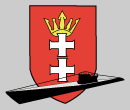
8ª Flotilha de Unterseeboot.

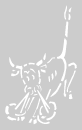
7ª Flotilha de Unterseeboot.

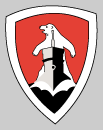
11ª Flotilha de Unterseeboot.

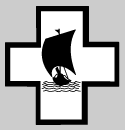
13ª Flotilha de Unterseeboot.

O submarino esteve ligado a 8ª Flotilha de Unterseeboot durante o período de treinamento da tripulação. 
| 16 de janeiro de 1943 - 30 de setembro de 1943 | 5ª Flotilha de Unterseeboot |
| 1 de outubro de 1943 - 31 de dezembro de 1943  | 9ª Flotilha de Unterseeboot |
| 1 de janeiro de 1944 - 31 de agosto de 1944    | 9ª Flotilha de Unterseeboot |
| 1 de setembro de 1944 - 8 de maio de 1945      | 9ª Flotilha de Unterseeboot |

### Patrulhas
|       | Comandante            | Partida     | Partida      | Chegada     | Chegada                    | Dias     | Tonelagem afundada |
| ----- | --------------------- | ----------- | ------------ | ----------- | -------------------------- | -------- | ------------------ |
|       | Oblt. Joachim Franze  | 30 Dez 1943 | Kiel         | 5 Jan 1944  | Bergen                     | 7        |                    |
| 1     | Oblt. Joachim Franze  | 8 Jan 1944  | Bergen       | 28 Jan 1944 | Hammerfest                 | 21       | 7 177              |
| 2     | Oblt. Joachim Franze  | 29 Jan 1944 | Hammerfest   | 19 Fev 1944 | Narvik                     | 22       | 1 810              |
| 3     | Oblt. Joachim Franze  | 4 Mar 1944  | Narvik       | 4 Abr 1944  | Hammerfest                 | 32       |                    |
| 4     | Kptlt. Joachim Franze | 24 Abr 1944 | Hammerfest   | 8 Mai 1944  | Bergen                     | 15       |                    |
|       | Kptlt. Joachim Franze | 5 Jul 1944  | Bergen       | 9 Jul 1944  | Ramsund                    | 5        |                    |
|       | Kptlt. Joachim Franze | 9 Jul 1944  | Ramsund      | 10 Jul 1944 | Narvik                     | 2        |                    |
|       | Kptlt. Joachim Franze | 23 Jul 1944 | Narvik       | 24 Jul 1944 | Hammerfest                 | 2        |                    |
| 5     | Kptlt. Joachim Franze | 2 Ago 1944  | Hammerfest   | 3 Out 1944  | Narvik                     | 63       |                    |
|       | Kptlt. Joachim Franze | 6 Out 1944  | Narvik       | 8 Out 1944  | Trondheim                  | 3        |                    |
| 6     | Kptlt. Joachim Franze | 12 Dez 1944 | Trondheim    | 20 Dez 1944 | Bergen                     | 9        |                    |
|       | Kptlt. Joachim Franze | 23 Dez 1944 | Bergen       | 13 Fev 1945 | Narvik                     | 53       |                    |
| 7     | Kptlt. Joachim Franze | 10 Abr 1945 | Narvik       | 9 Mai 1945  | Narvik                     | 30       |                    |
|       | Kptlt. Joachim Franze | 12 Mai 1945 | Narvik       | 12 Mai 1945 | Skjomenfjord               | 1        |                    |
|       | Kptlt. Joachim Franze | 15 Mai 1945 | Skjomenfjord | 19 Mai 1945 | Loch Eriboll, Grã Bretanha | 5        |                    |
| Total | Total                 | Total       | Total        | Total       | Total                      | 245 dias | 8 987              |

### Navios atacados pelo U-278
| Data                   | Comandante     | Nome do navio      | Toneladas | Nacionalidade  | Comboio |
| ---------------------- | -------------- | ------------------ | --------- | -------------- | ------- |
| 25 de janeiro de 19442 | Joachim Franze | SS Penelope Barker | 7 177     | Estados Unidos | JW-56A  |
| 30 de janeiro de 1944  | Joachim Franze | HMS Hardy (R-08)   | 1 810     | Royal Navy     | JW-56B  |

## Operações conjuntas de ataque
O U-278 participou das seguinte operações de ataque combinado durante a sua carreira:
- Rudeltaktik Isegrim (16 de janeiro de 1944 - 27 de janeiro de 1944)
- Rudeltaktik Werwolf (29 de janeiro de 1944 - 18 de fevereiro de 1944)
- Rudeltaktik Boreas (4 de março de 1944 - 5 de março de 1944)
- Rudeltaktik Taifun (5 de março de 1944 - 10 de março de 1944)
- Rudeltaktik Thor (10 de março de 1944 - 3 de abril de 1944)
- Rudeltaktik Donner & Keil (25 de abril de 1944 - 3 de maio de 1944)
- Rudeltaktik Greif (3 de agosto de 1944 - 26 de setembro de 1944)
- Rudeltaktik Faust (21 de abril de 1945 - 1 de maio de 1945)